# Joan Magrinyà (advocat)
Joan Magrinyà (Reus, 1773 - segle XIX) va ser un advocat català i alcalde de Reus.
De família d'hisendats, va estudiar dret civil i eclesiàstic, i va ser regidor a l'ajuntament de Reus el 1806 i 1807. Durant la Guerra del francès, el 1811, davant la inhibició de les seves funcions d'alcalde de Josep Bages Oliva, va ser nomenat per aquest càrrec per l'autoritat francesa, però no el va voler acceptar al·legant una malaltia greu. Els francesos van nomenar llavors Pau Torroja.
Pel mes d'agost de 1814 el govern absolutista va destituir l'alcalde liberal Pere Anguera Magrinyà i va recuperar per l'ajuntament els que havien estat regidors abans de l'abril de 1808. Joan Magrinyà va ser nomenat alcalde, càrrec que va ocupar fins al desembre d'aquell any. Va organitzar una repressió sistemàtica contra tots els liberals. L'historiador reusenc Andreu de Bofarull diu que la persecució va ser "implacable". Va denunciar i enviar a l'exili una gran quantitat de famílies. A partir de 1815 es va dedicar a exercir d'advocat a Reus, i quan va arribar el Trienni liberal va desaparèixer de la ciutat.